# Condado de Kearney
El condado de Kearney (en inglés: Kearney County), fundado en 1860 con el nombre de Fort Kearney en honor al general de brigada Stephen W. Kearny, es un condado del estado estadounidense de Nebraska. En el año 2000 tenía una población de 6.882 habitantes con una densidad de población de 5 personas por km². La sede del condado es Minden.

## Geografía
Según la oficina del censo el condado tiene una superficie total de 1336 km² (515,8 mi²), de los que todos son tierra.

### Condados adyacentes
- Condado de Buffalo - norte
- Condado de Adams - este
- Condado de Webster - sureste
- Condado de Franklin - sur
- Condado de Harlan - suroeste
- Condado de Phelps - oeste

## Demografía
Según el 2000 la renta per cápita media de los habitantes del condado era de 39.247 dólares y el ingreso medio de una familia era de 44.877 dólares. En el año 2000 los hombres tenían unos ingresos anuales 29.987 dólares frente a los 20.081 dólares que percibían las mujeres. El ingreso por habitante era de 18.118 dólares y alrededor de un 8,50% de la población estaba bajo el umbral de pobreza nacional.

## Ciudades y pueblos
- Minden
- Axtell
- Heartwell
- Norman
- Wilcox